# Lygropia tetraspilalis
Lygropia tetraspilalis is een vlinder uit de familie grasmotten (Crambidae). De wetenschappelijke naam van deze soort is voor het eerst voorgesteld door George Francis Hampson in een publicatie uit 1912. De spanwijdte van het vrouwtje bedraagt 22 millimeter.
De soort komt voor in Zuid-Afrika.